# Nullpos
Nullpos（ヌルポス）は、2004年に発見されたトロイの木馬である。Microsoft Windowsが感染する。
感染すると「かっとばせ ヌルポース」というメッセージを表示し、その後、デスクトップ上にある全てのアイコンをMy Documentsに移動される。
スクリーンセーバーに「winnyで違法ファイルを集めています。」というメッセージが表示される。